# Kozlov (vojenský újezd Hradiště)
Kozlov (německy Koslau) je zaniklá vesnice ve vojenském újezdu Hradiště v okrese Karlovy Vary v Karlovarském kraji. Ležela v Doupovských horách asi 13,5 kilometru jihozápadně od Kadaně v nadmořské výšce okolo 550 metrů.

## Název
Název vesnice je odvozen z příjmení Kozel ve významu Kozlův dvůr. V historických pramenech se objevuje ve tvarech: Kozlow (1402), w Kozlowie (1544), Kaslau (1563), Gußlau nebo kozlov (1642), Goßslau (1736), Koßlau (1785) nebo Koslau a Koslow (1847).

## Historie
První písemná zmínka o Kozlovu je z roku 1402, ale německojazyčná vlastivědná literatura z první čtvrtiny dvacátého století uvádí také rok 1398, kdy měla vesnice patřit jakémusi Kozlovi. Do první poloviny šestnáctého století Kozlov patřil ke žďárskému panství, ale roku 1546 většinu vsi koupil Hugo z Leisneku a připojil ji k Doupovu.
Roku 1625 se ve vesnicích na Doupovsku rozšířil mor, na který v Kozlově zemřelo sedmnáct lidí. Po třicetileté válce ve vsi podle berní ruly žili dva sedláci příslušní ke žďárskému panství a šest sedláků, dva chalupníci a dva poddaní bez pozemků u doupovského panství. Jeden z chalupníků pracoval jako sklenář a jeden bezzemek jako tkadlec. Na polích se pěstovalo žito, ale hlavním zdrojem obživy býval chov dobytka a výroba šindelů nebo sudoviny ze dřeva nakupovaného ve vrchnostenských lesích. Výrobky se poté prodávaly v Žatci a Lounech.
Rozdělení vesnice mezi Doupov a Žďár zůstalo až do zrušení poddanství. K vesnici v té době patřila také zemědělská usedlost Glasserhaus, která stávala asi půl hodiny chůze na západ od vsi. Po zrušení patrimoniální správy se Kozlov stal roku 1850 obcí, ale už v roce 1868 byl osadou obce Oleška. Po první světové válce ve vsi fungovaly dva hostince, obchod se zeleninou, obchod s máslem a trafika. Řemeslo provozovali švec a truhlář. Ke Kozlovu patřila i samota Hauensteiner vzdálená 1,7 kilometru severozápadně od vesnice. Vysídlením Němců se počet obyvatel snížil ze 119 v roce 1930 na 39 v roce 1947.
Kozlov zanikl vysídlením v důsledku zřízení vojenského újezdu během první etapy rušení sídel. Vesnice byla úředně zrušena 15. června 1953.

## Přírodní poměry
Kozlov stával na rozhraní katastrálních území Doupov u Hradiště a Žďár u Hradiště v okrese Karlovy Vary, asi 3,5 kilometru severozápadně od Doupova a osm kilometrů jižně od Oslovic. Nacházel se v nadmořské výšce okolo 550 metrů v údolí Kozlovského potoka, který se vlévá do Liboce. Oblast leží v centrální části Doupovských hor, konkrétně v jejich okrsku Jehličenská hornatina. Půdní pokryv tvoří kambizem eutrofní. Původní katastrální území vesnice měřilo 257 hektarů.
V rámci Quittovy klasifikace podnebí Kozlov stál v mírně teplé oblasti MT3, pro kterou jsou typické průměrné teploty −3 až −4 °C v lednu a 16–17 °C v červenci. Roční úhrn srážek dosahuje 600–750 milimetrů, počet letních dnů je 20–30, počet mrazových dnů se pohybuje mezi 160–160 a sněhová pokrývka zde leží 60–100 dnů v roce.

## Obyvatelstvo
Při sčítání lidu v roce 1921 zde žilo 136 obyvatel (z toho 63 mužů) německé národnosti a římskokatolického vyznání. Podle sčítání lidu z roku 1930 měla vesnice 119 obyvatel se stejnou národnostní a náboženskou strukturou.
|           | 1869 | 1880 | 1890 | 1900 | 1910 | 1921 | 1930 | 1950 |
| --------- | ---- | ---- | ---- | ---- | ---- | ---- | ---- | ---- |
| Obyvatelé | 136  | 165  | 142  | 146  | 142  | 136  | 119  | 35   |
| Domy      | 22   | 24   | 25   | 25   | 25   | 26   | 26   | 19   |